# Waterloo & City line
Waterloo & City line – jedna z linii metra w Londynie, licząca 2,5 kilometra trasy i 2 stacje, co czyni ją najkrótszą ze wszystkich linii. Czas przejazdu wynosi 4 minuty. Jej głównym zadaniem jest łączenie Waterloo Station – najbardziej uczęszczanej stacji kolejowej w Wielkiej Brytanii – ze ścisłym centrum finansowym Londynu. Linia powstała w 1898, zaś jej tory znajdują się w całości pod ziemią. (Jedynie dwie takie linie wchodzą w skład systemu londyńskiego metra, drugą jest Victoria line,) Mimo to do 1994 nie należała do metra, lecz stanowiła część sieci kolejowej. Jest linią działającą od poniedziałku do soboty. Jej niedzielne zamknięcia pozwalają wynajmować stacje i tunel, na potrzeby produkcji filmowych i telewizyjnych. Jest bodaj najczęściej filmowaną częścią metra, „gra” inne linie, m.in. The Long Memory (1953) czarno-biały brytyjski film kryminalny Roberta Hamera, w filmie Normana Wisdom On the Beat (1962), film The Liquidator (1965), druga seria BBC Survivors, telewizyjna adaptacja The Tripods (1984), w filmie Petera Howitta Sliding Doors (1998). 
W latach 2015–2019 korzystało z niej od 13 do 17 milionów pasażerów rocznie, najmniej ze wszystkich linii. 

## Przebieg linii
Krańcami linii Waterloo & City są (znajdujące się po przeciwnych stronach Tamizy) Bank oraz Waterloo. Z tej ostatniej podróżni mogą przejść na stację kolejową Waterloo. Krańcowe stacje to jedyne dwie stacje tej linii.

## Tabor
Historycznie linia obsługiwana była przez  typowe składy kolejowe. W 1993 roku pojawiły się na niej znane z należącej do metra Central Line pociągi klasy 1992 Stock.